# Diocèse de Gliwice
Le diocèse de Gliwice (en latin : Dioecesis Glivicensis) est un diocèse catholique de Pologne de la province ecclésiastique de Katowice dont le siège est situé à Gliwice. L'évêque actuel est Sławomir Oder, depuis 2023. 

## Territoire
Le diocèse comprend la partie occidentale de la voïvodie de Silésie.
Le siège de l'évêché est à Gliwice, où se trouve la cathédrale des Saints-Apôtres-Pierre-et-Paul (pl). À Rudy, dans la municipalité de Kuźnia Raciborska, se trouve la basilique mineure de l'Assomption-de-la-Vierge-Marie, sanctuaire diocésain de Notre-Dame-de-l'Humilité.
Le territoire est divisé en 156 paroisses, regroupées en 18 doyennés, servis par 2 diacres et 478 prêtres.  

Localisation du diocèse.
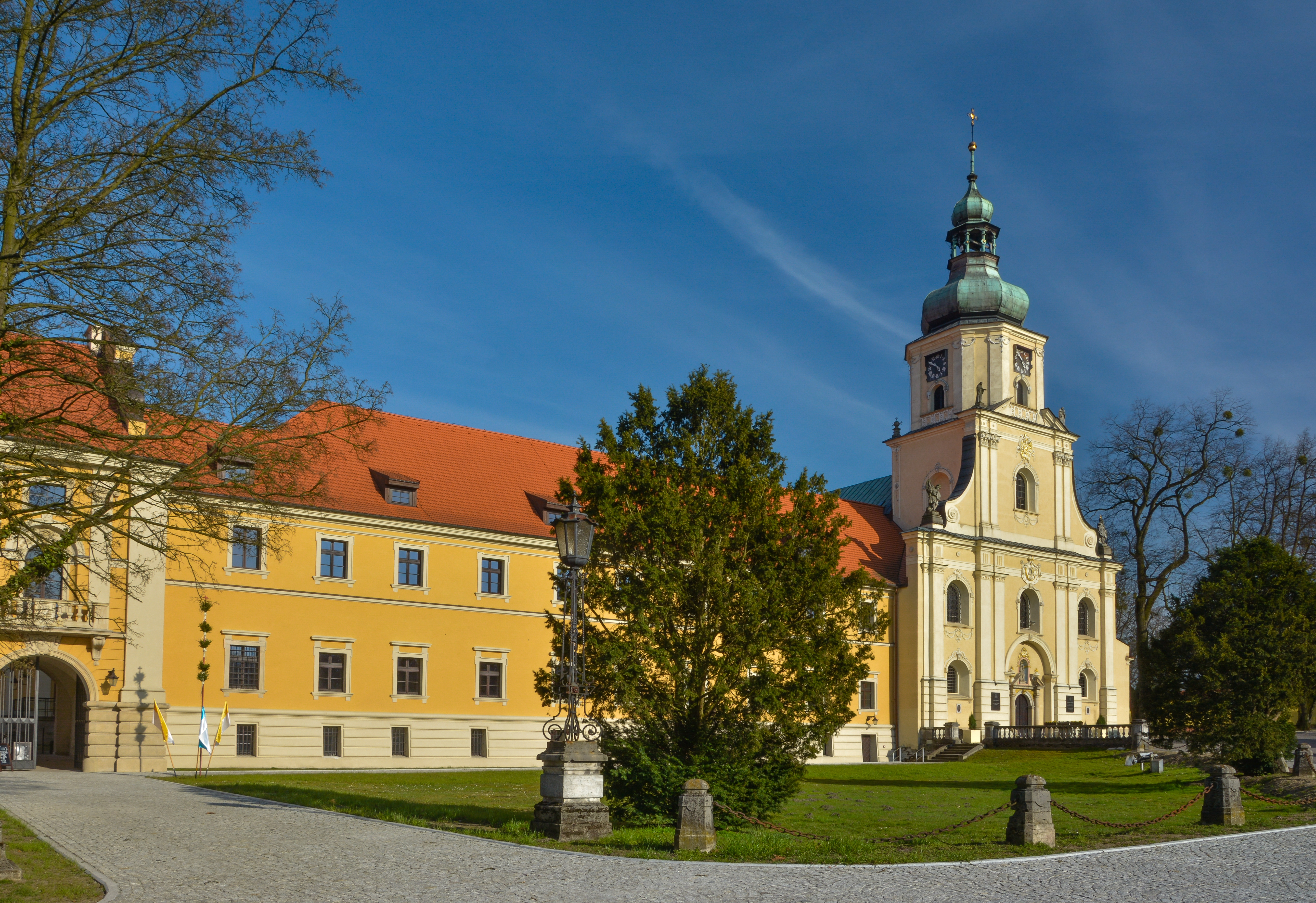
Basilique de l'Assomption-de-la-Vierge-Marie de Rudy.

## Historique
Le diocèse de Gliwice a été créé le 25 mars 1992 dans le cadre de la réorganisation des diocèses polonais ordonnée par le pape Jean-Paul II avec la bulle Totus tuus Poloniae populus. Son territoire est issu des diocèses de Częstochowa et Katowice (élevés en même temps au rang d'archidiocèses métropolitains) et de celui d'Opole.

## Évêques
- Évêques de Gliwice (rite romain)
  - Jan Walenty Wieczorek, du 25 mars 1992 jusqu'à sa retraite, le 29 décembre 2011,
  - Jan Kopiec, du 29 décembre 2011 au 28 janvier 2023
  - Sławomir Oder, depuis le 28 janvier 2023

- Évêques auxiliaires de Gliwice (rite romain)
  - Gerard Kusz, du 25 mars 1992 au 15 novembre 2014
  - Andrzej Iwanecki, depuis le 18 novembre 2017